# Roosevelt Island, New York

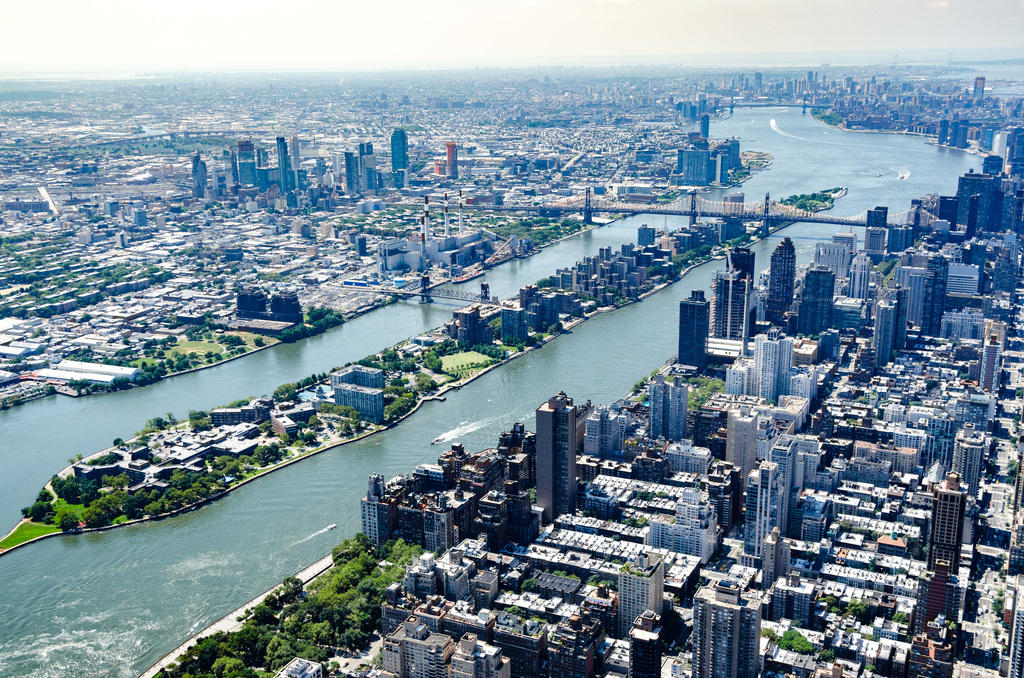
Roosevelt Island.

Roosevelt Island är en smal ö i East River i New York. Majoriteten av öns yta på totalt 0,59 km2 upptas av hyreslägenhetskomplex. Ön har cirka 12 000 invånare och fick sitt nuvarande namn 1973. Historiskt har den bland annat gått under namnen Blackwell's Island och Welfare Island.
Roosevelt Island nås via tunnelbaneanslutningar och en kabinbana, eller Roosevelt Island Bridge som ansluter till kvarteret Astoria i Queens. Ön överbryggas av Queensboro Bridge, men den saknar sedan 1970-talet anslutning till ön.